# Памела Јуинг
Памела Џин „Пам” Барнс Јуинг је измишљени лик из америчке сапунице „Далас”, која је емитована на каналу Си-Би-Ес од 1978. до 1991. године. Памелу је тумачила глумица Викторија Принсипал, први пут се појављујући у серији у првој епизоди „Копачева ћерка”, која је емитована 2. априла 1978. године. Далас прати живот богате породице Јуинг у граду Далас у Тексасу, у коју се Пам удала. Принсипалова је играла Памелу до краја 10. сезоне 1987. године, када лик аутомобилом удара у камион који је превозио бутан и пропан, па јој је тело тешко изгорело. Годину дана касније, глумица Маргарет Мајкл кратко је одиграла Памелу у покушају да се лик испише из серије. Памелине приче у првој сезони фокусирају се на њену везу са новим супругом Бобијем (Патрик Дафи) и борбу против велике сумње и непријатељства унутар породице Јуинг, јер је Памела део породице Барнс. Памелина љубав према Бобију остала је њена снажна карактерна особина током појављивања у серији, запажена због сличности са Ромеом и Јулијом — двоје људи из непријатељских породица се заљубљују.
У првим годинама Даласа, Принсипалова је предузимала одређене мере у свом личном животу како би додала дубину свом лику. У почетку је била веома удаљена од глумачке поставе и претпоставили су да јој се не допадају. Продуцент серије, Леонард Кацман, суочио се са тим проблемом и Принсипалова му је рекла: „Свиђају ми се сви. Једноставно желим да се осећам као аутсајдер, као што је то случај са Пем Барнс, удајом у породицу Јуинг.” Принсипалова је такође на друге начине побољшавала свој лик, као што је похађање говорних лекција како би усавршила тексашки нагласак. Њена веза са ликом Патрика Дафија, Бобијем, била је централна компонента серије, а када се Дафи вратио у серију 1986. године, након што је годину дана раније његов лик убијен, цела претходна година била је отписана као Памелин сан.
Принсипалова је добила позитивне критике за тумачење Памеле и номинацију за Златни глобус у категорији „Најбоља глумица у телевизијској серији” на 40. додели награда Златни глобус. Номинована је за награду Soap Opera Digest за „Изванредну глумицу у водећој улози у серији ударног термина” 1986. године, док је 1988. делила номинацију са Патриком Дафијем за „Омиљени супер пар: Ударни термин”. Хал Ериксон са сајта Ем-Ес-Ен је мислио да је Памелин излазак из серије био отворен и оставио публику у недоумици.